# Suore di San Giuseppe di Filadelfia
Le Suore di San Giuseppe di Filadelfia (in inglese Sisters of St. Joseph of Philadelphia) sono un istituto religioso femminile di diritto pontificio: i membri di questa congregazione pospongono al loro nome la sigla S.S.J.

## Storia
La congregazione deriva da un ramo di quella delle Suore di San Giuseppe di Carondelet, a sua volta originata da una comunità fondata a Le Puy dal gesuita Jean-Pierre Médaille nel 1650.
Nel 1847 un gruppo di suore da Saint Louis (Missouri) si trasferì a Filadelfia per assumere la direzione di un orfanotrofio e, in pochi anni, le religiose crebbero di numero e si diffusero in altri centri della Pennsylvania: tra il 1858 e il 1860 queste comunità, per decisione del vescovo Giovanni Nepomuceno Neumann, vennero rese autonome dalla congregazione di Carondelet e il presule stabilì per loro una casa madre e il noviziato di Mount St. Joseph, a Chestnut Hill.
La congregazione ottenne il riconoscimento civile dalla stato della Pennsylvania nel 1871 e ricevette il pontificio decreto di lode il 5 luglio 1892: la Santa Sede ha approvato definitivamente l'istituto il 20 novembre 1895.
Papa Leone XIII ne ha approvato le costituzioni il 29 febbraio 1896 con il breve Romanorum Pontificum.

## Attività e diffusione
Si dedicano all'istruzione ed educazione cristiana dell'infanzia e della gioventù, alla catechesi, al servizio parrocchiale e all'assistenza ai senzatetto, agli immigrati, ai rifugiati, ai carcerati e alle donne e bambini vittime di abusi e violenza.
Sono presenti negli Stati Uniti d'America (soprattutto in Pennsylvania e New Jersey) e, in misura minore, Canada, Francia, Porto Rico e Perù: la sede generalizia è a Filadelfia.
Al 31 dicembre 2005 l'istituto contava 1.072 religiose in 147 case.